# Megadromus antarcticus
Pour les articles homonymes, voir Megadromus et Antarcticus.
Espèce
Megadromus antarcticus est une espèce de carabes (famille des Carabidae) endémique de la région de Canterbury en Nouvelle-Zélande,. Elle est facilement reconnaissable à la coloration vert irisé des adultes.

## Description

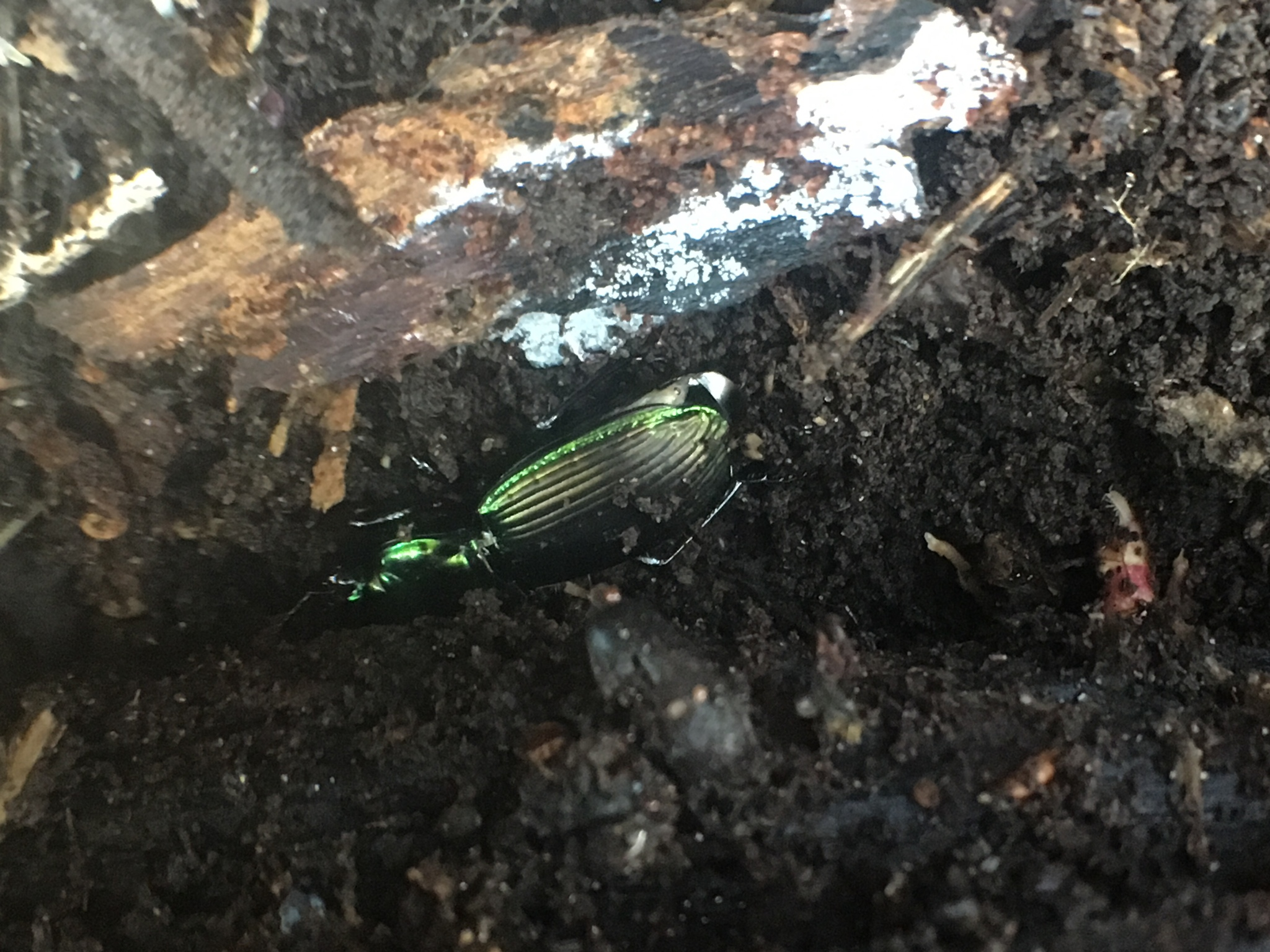
Un spécimen de M. antarcticus : les marges vertes des élytres sont bien visibles.

La taille de Megadromus antarcticus varie de 22 à 34 mm de long. L'espèce est un membre du sous-ordre Adephaga, qui est morphologiquement défini par la présence de pièces buccales d'alimentation liquide chez les larves et, chez l'adulte, par la présence de six ventrites (segments abdominaux visibles) et de glandes pygidiales. Les carabes comme M. antarcticus se caractérisent également par le fait qu'ils sont bien proportionnés avec des mandibules proéminentes, de longues pattes fines et des élytres droites. Ce sont des coléoptères coureurs, qui sont spécifiquement adaptés à la course.
Megadromus antarcticus est de couleur noire-verdâtre avec les bords du pronotum et des élytres d'un vert métallique. Cette coloration lui donne un aspect fascinant et a également été appelée vert irisé.

## Distribution
Megadromus antarcticus est endémique de Nouvelle-Zélande.
Elle est commune dans une grande partie de la région de Canterbury. Son aire de répartition s'étend de la région de Waikari au nord, à la côte à l'est (y compris) la péninsule de Banks, jusqu'à la région de Cave (en) au sud et jusqu'à la partie inférieure des Alpes du Sud à l'ouest. Megadromus antarcticus est incapable de voler et sa capacité de dispersion biologique est limitée. Les rivières enchevêtrées des plaines de Canterbury constituent aussi un obstacle important à sa diffusion.

### Préférences d'habitat
Megadromus antarcticus est un prédateur généraliste et peut donc réussir dans une variété d'habitats différents. Il est très commun de l'observer dans les jardins familiaux. Les autres habitats communs de M. antarcticus comprennent les zones urbaines, les zones agricoles, les forêts indigènes et les forêts exotiques. Ils sont également fréquent parmi les tas de grumes des prairies.

## Cycle biologique
La période d'incubation des œufs de Megadromus antarcticus varie en fonction de la période de l'année. Elle peut aller d'un peu plus de quatre semaines pour les œufs pondus fin août à trois semaines pour les œufs pondus en février. Les femelles ne quittent pas leur chambre à œufs pour se nourrir pendant cette période, ce qui en fait des parents particulièrement attentifs.

## Alimentation et recherche de nourriture
Megadromus antarcticus est considéré comme un prédateur généraliste. Il se nourrit d'une variété d'insectes et de larves  vivant dans des habitats similaires au sien. Ses proies comprennent certaines espèces de limaces considérées comme des ravageurs de l'industrie agricole néo-zélandaise. Dans une étude menée dans des conditions contrôlées, M. antarcticus s'est attaqué à la fois à Deroceras invadens (en) (sous le nom D. panormitanum) et à Deroceras reticulatum (la limace grise des champs) avec un taux de consommation moyen de 0,55 limaces par jour.

## Prédateurs, parasites et maladies
Les coléoptères comme Megadromus antarcticus sont les proies les plus courantes de la Ninoxe boubouk (Ninox novaeseelandiae). Le Busard de Gould (Circus approximans), très commun dans la région de Canterbury, consomme aussi 8% d'insectes, dont M. antarcticus. Au moins une espèce non décrite d'acarien appartenant au genre Micromegistus a été trouvée vivant sur M. antarcticus.